# Battle Force, unité spéciale
Pour plus de détails, voir Fiche technique et Distribution.
Battle Force, unité spéciale  est un film de guerre et d’action américain de 2012, écrit et réalisé par Scott Martin. Il met en vedettes Scott Martin, Clint Hummel et Tony Pauletto.

## Synopsis
Pendant la Seconde Guerre mondiale, en 1943, le débarquement en Sicile a été décidé. Malheureusement, l’un des cerveaux du plan a été arrêté par les Allemands et il y a un risque qu’il parle. Une petite équipe des forces spéciales, la 1st Special Service Force, est appelée pour une mission de sauvetage : débarquer en Sicile et récupérer cette personne et ses secrets. Attaquée par les nazis à chaque tournant, la bande de héros se retranche dans une ville bombardée. Débute alors une course contre la montre pour transmettre un message crucial pour l’invasion alliée de la Sicile. Acculés et pris entre le marteau et l’enclume, les soldats n’ont qu’une seule option : tirer et tirer encore !

## Distribution
- Scott Martin : Lieutenant Allen Wright
- Clint Hummel : Sergent Douglas E. Dickie
- Tony Pauletto : Soldat Fitzpatrick
- Brandon Kyle Davis : Soldat Barnett[1]
- John Kioskerides : Soldat Joe Ragusa
- Riley Litman : Soldat Walter Reeves
- Dennis LaValle : Capitaine Lyle Lewis
- Alberto Frezza : Antonino
- Stephanie Beran : Caterina
- Sarmarie Klein : Rosalia
- Andreas Lyon : Reinhardt Von Klaus
- Derron Ross : Lieutenant-colonel Akehurst
- Daniel Riordan : Lieutenant-colonel Shelton
- Rod Halmshaw : Werner
- Adam Karell : Soldat Kelley
- Chris Pyszka : Officier nazi
- Christian Cardona : Mercenaire allemand
- Bea Zee Brazen : Soldat Alice Wright[3]

## Production
Le film se base sur l’histoire de la 1st Special Service Force (FSSF), déjà immortalisée par le film de 1968 La Brigade du diable avec Cliff Robertson et William Holden. Le tournage a eu lieu à El Matador State Beach, 32100 Pacific Coast Highway, à Malibu, en Californie, aux États-Unis.

## Sortie
Le film est sorti le 1er juillet 2012 aux États-Unis, son pays d’origine. Le film n’est pas sorti en salles, il n’est sorti qu’en DVD et en vidéo à la demande.

## Réception critique
FilmTV donne une critique du film plutôt négative : « Absolument improbable et dépourvu de réalisme, ce film de guerre résonne avec des échos de Quentin Tarantino, ou plutôt de Une poignée de salopards, d’Enzo G. Castellari (...) Ce qui sauve le film du désastre total, c’est l’action, qui ne manque pas, malgré quelques temps morts, et surtout une certaine ironie qui imprègne surtout la partie centrale du film.
Le film a un score d’audience de 6% sur Rotten Tomatoes.